# Americký gemologický institut
Americký gemologický institut, označovaný zkratkou GIA (z anglického Gemological Institute of America), je nezisková organizace a nejuznávanější gemologická laboratoř na světě.
Sídlem organizace je kalifornský Carlsbad. Pobočky má v dalších 14 zemích.

## Vznik
Základní kámen této organizace položil klenotník Robert M. Shipley v roce 1920. Tento obchodník si uvědomoval velmi nízkou důvěru veřejnosti k obchodování s diamanty. Vzhledem k tomu, že ve třicátých letech dvacátého století se kvalita diamantů určovala pouze osobním odhadem vždy jednoho konkrétního klenotníka, docházelo k nesrovnalostem a protichůdným hodnocením kamenů. Shipley proto navrhl standardy, které měly ujednotit hodnotící kritéria diamantů a zároveň vrátit důvěru veřejnosti. V roce 1931 vzniká v Los Angeles první gemologická laboratoř GIA, tento rok je také považován za vznik GIA jako takové.

## Poslání
Posláním GIA je neustálé zvětšování důvěry veřejnosti v diamanty a další drahokamy, nebo šperky je obsahující. Zároveň GIA vytváří standardy pro hodnocení diamantů, vzdělává odborníky (gemology) a vydává jim atestace. Poskytuje také laboratorní služby jak odborníkům, tak široké veřejnosti a v neposlední řadě se podílí na výzkumu nových přístrojů a diagnostických metod v oblasti gemologie.

## Systém hodnocení GIA
Systém hodnocení diamantů dle GIA je celosvětovým standardem, z něhož vycházejí mnohé další laboratoře (pouze s mírnými odchylkami). GIA stanovila stupnice hodnocení ve třech aspektech, a to čistotě diamantu (11 stupňů, přičemž nejčistší diamanty jsou označovány jako FL, nejméně čisté I3), brusu diamantu (slovem excelent značíme nejlépe vybroušené diamanty, názvem poor zase nekvalitní brusy), a barvy diamantu (stupnice od D až po Z, přičemž D znamená nejlepší barvu, písmeno Z nažloutlé diamanty s nejnižší cenou).

## Úspěchy GIA
- 1937: GIA nechává patentovat první gemologický mikroskop.
- 1953: Hodnocení dle takzvaných 4C se stává mezinárodně uznávaným způsobem hodnocení diamantů.
- 1968: GIA jako první instituce na světě popsala nový drahokam, tzv. Tanzanit.
- 1971: GIA popsala syntetické broušené diamanty a dokázala je detekovat.
- 1984: GIA popsala a detekovala uměle upravované diamanty.
- 2005: GIA ustanovila hodnotící systém pro barvu diamantu.